# E-Lo
E-Lo è un singolo del gruppo musicale britannico Coldplay (accreditati sotto lo pseudonimo Los Unidades) e del cantautore statunitense Pharrell Williams, pubblicato il 30 novembre 2018 come unico estratto dall'EP Global Citizen - EP 1.
Il singolo ha visto la collaborazione della cantante statunitense Jozzy.

## Video musicale
Il 27 novembre 2018 è stato pubblicato sul canale YouTube della Parlophone un lyric video del brano ispirato a Nelson Mandela.